# EMASESA

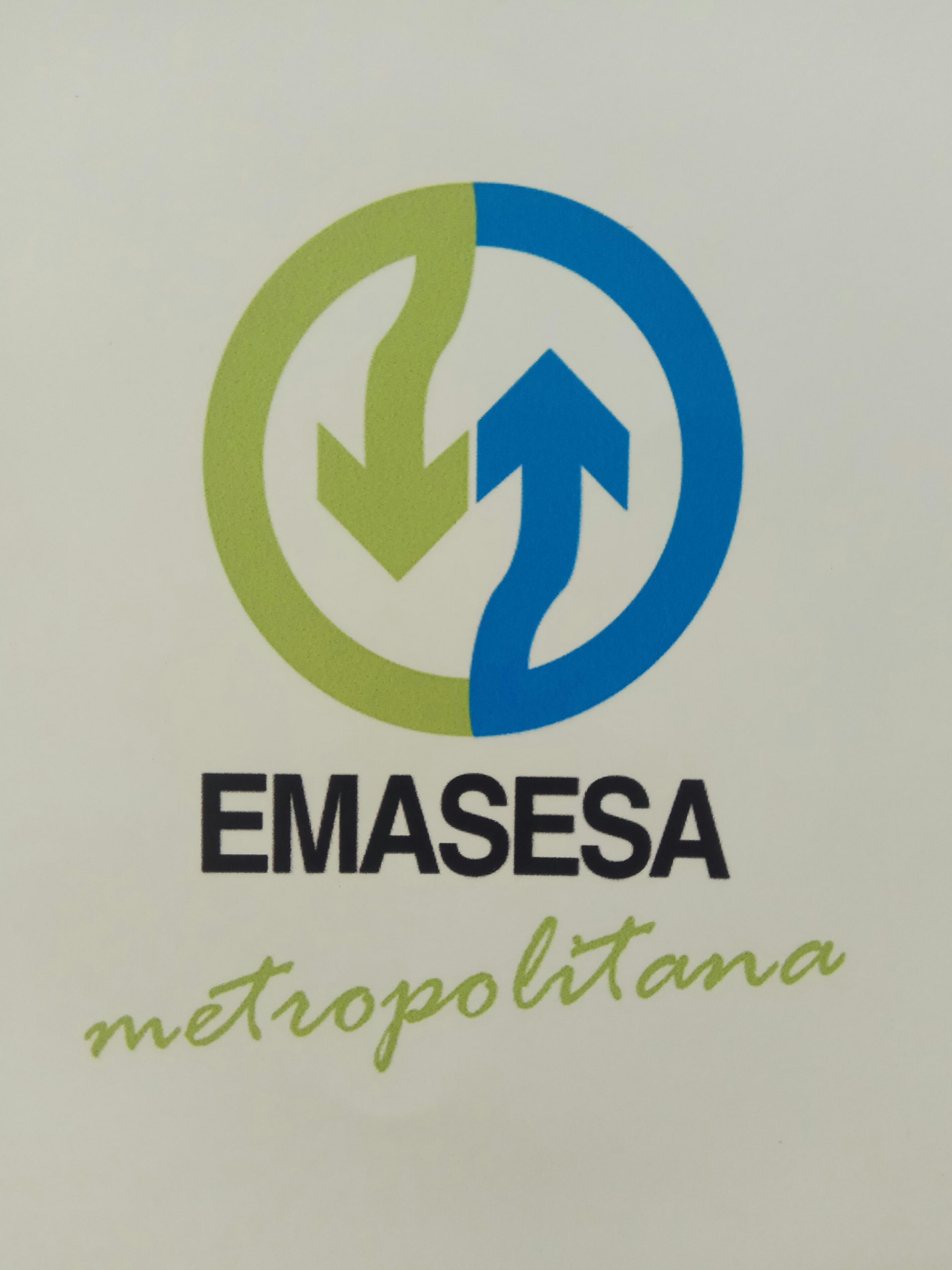
Logo de EMASESA Metropolitana

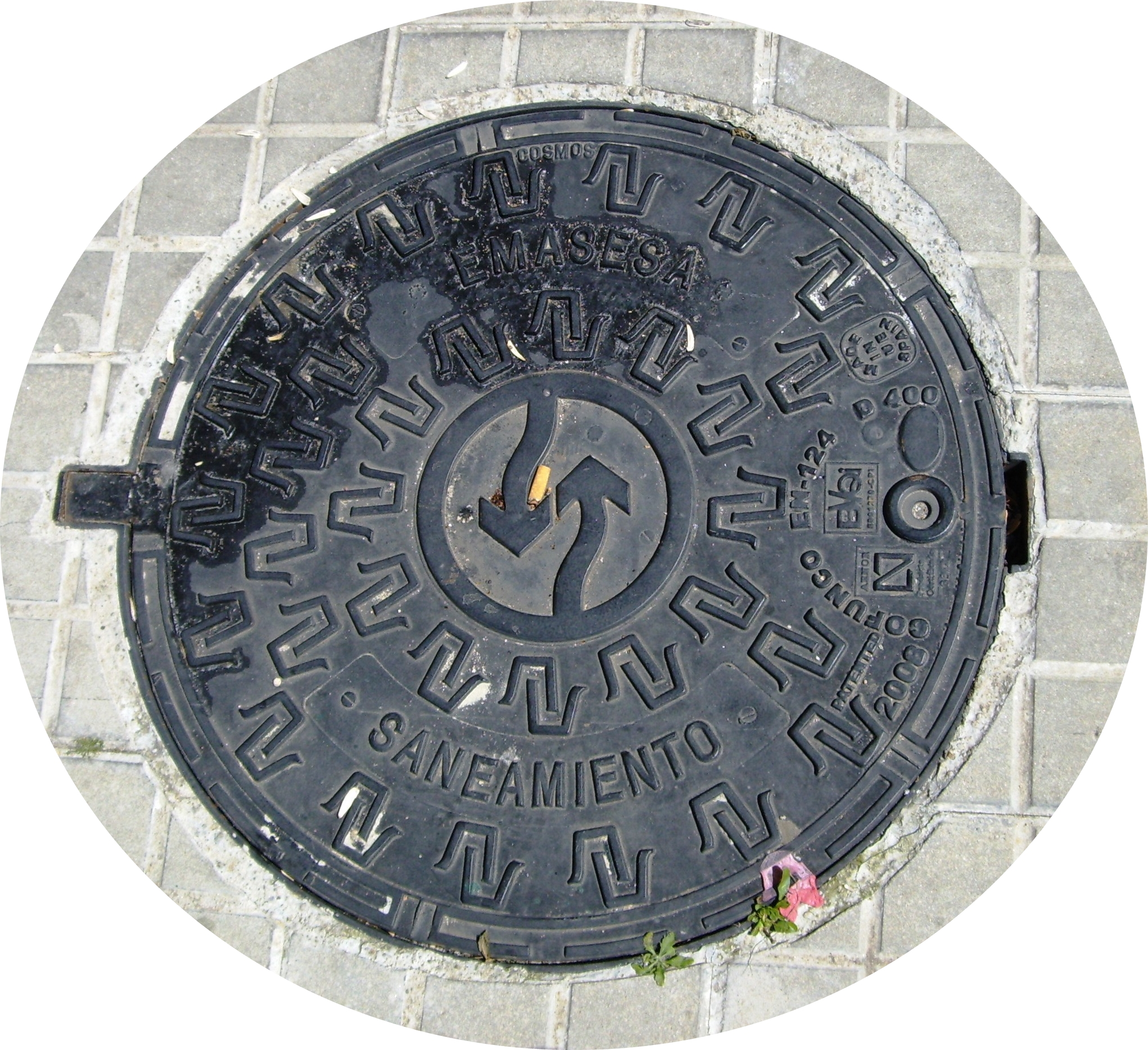
Tapa de una instalación de EMASESA en un municipio de Sevilla.

La Empresa Metropolitana de Abastecimiento y Saneamiento de Aguas de Sevilla S.A. (EMASESA), se constituyó el 23 de octubre de 1974, como sociedad anónima municipal, siendo su único accionista el Ayuntamiento de Sevilla. Desde el 8 de mayo de 2007 es una empresa metropolitana, de capital 100% público tras incorporar en su accionariado a los ayuntamientos de Alcalá de Guadaíra, Alcalá del Río, Camas, Coria del Río, Dos Hermanas, El Garrobo, Mairena del Alcor, Puebla del Río, La Rinconada y San Juan de Aznalfarache, poblaciones abastecidas por EMASESA.
Forma parte junto a EMVISESA, TUSSAM y LIPASAM de la CEMS (Corporación de Empresas Municipales de Sevilla) creada por el Ayuntamiento de Sevilla para la mejora de los servicios públicos municipales así como potenciar las sinergias que con ellos se producen.
EMASESA tiene actualmente su sede social en el antiguo Convento de los Terceros y el Palacio de los Duques de Arcos. Por la rehabilitación efectuada en dichos edificios se concedió a EMASESA la medalla de honor Europa Nostra, de dicha Asociación.

## Objetivos
EMASESA es una Sociedad Anónima dedicada a la gestión de todas las fases del ciclo integral del agua, desde la producción, adquisición, tratamiento, distribución de caudales, hasta la evacuación, vertido, saneamiento, depuración, eliminación y reciclaje de residuos líquidos y fangos, así como la comercialización de todos esos productos y servicios.

## Infraestructuras

### Abastecimiento
EMASESA gestiona el abastecimiento directo de agua potable de la capital hispalense y el de las poblaciones de Camas, Dos Hermanas, Alcalá de Guadaíra, Mairena de Alcor, San Juan de Aznalfarache, Coria del Río, La Puebla del Río, Alcalá del Río, La Rinconada,  El Garrobo y desde el 1 de abril de 2011 El Ronquillo. Con agua bruta, sin tratar, abastece también a las 26 poblaciones situadas en el Aljarafe sevillano y a Guillena - Las Pajanosas. Para ello cuenta con una red de abastecimiento de 69 y 43 Kilómetros de norte sur y de este a oeste respectivamente para el área metropolitana.

#### Embalses
El agua que suministra está embalsada en los embalses de Aracena, Zufre, La Minilla, Gergal, Cala, Melonares y Pintado. Cala y Pintado no son gestionados por la empresa. Todos ellos están situados en la sierra onubense y Sevilla.

#### Estación de Tratamiento de Agua Potable
La Estación de Tratamiento de Agua Potable de El Carambolo (ETAP) recibe el caudal de agua bruta mediante dos conducciones interconectadas con los embalses de La Minilla y El Gergal, dándoseles el tratamiento de potabilización que la hace apta al consumo humano e industrial. La capacidad de tratamiento de la planta es de 10 m³ por segundo.
La ubicación de El Carambolo, en la cornisa del Aljarafe, hace que el agua bruta le llegue desde La Minilla sin necesidad de ser bombeada y desde el Gergal a través de la Estación de Bombeo de Camas. Una vez potabilizada, el agua se distribuye por gravedad.

#### Redes de Distribución
La red de abastecimiento de EMASESA Metropolitana tiene una longitud de más de 3.600 km, para abastecer los más de 1.220 km² de superficie que conforma el área abastecido en baja, tanto a los hogares como a la industria.

### Saneamiento
En 1976 se pone en marcha el Plan de Saneamiento Integral de Sevilla y área de influencia. EMASESA gestiona el vertido y la depuración de Sevilla, Alcalá de Guadaíra, Camas, La Rinconada, San Juan de Aznalfarache, Coria del Río, La Puebla del Río, Alcalá del Río, Mairena del Alcor,  Dos Hermanas y desde el 1 de abril de 2011 de El Ronquillo.

#### Red de Saneamiento
La red de saneamiento de EMASESA, de más de 2.700 km de longitud, permite evacuar las aguas residuales de las diferentes poblaciones, transportándolas hasta las Estaciones Depuradoras de Aguas Residuales donde se elimina la contaminación del agua, para devolverla limpia al medio ambiente consiguiendo de esta forma eliminar el mayor foco de contaminación del río Guadalquivir.

#### Depuración

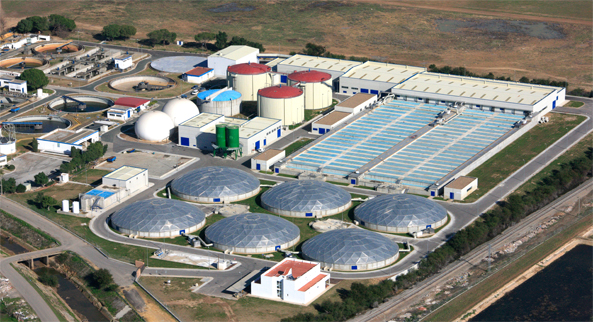
Vista aérea de la Nueva EDAR Ranilla de EMASESA

Dispone de cuatro estaciones depuradoras de aguas residuales ubicadas en los puntos cardinales: Norte (San Jerónimo), Este (Ranilla), Oeste (Tablada) y Sur (Copero), representando una dotación de servicios de depuración para 1.850.000 habitantes equivalentes:
- San Jerónimo: gestiona un caudal de 90.000 m³ de agua al día y cuya capacidad (contabilizados como habitantes equivalentes) es de 350.000.
- Tablada: el caudal máximo de diseño es de 50.000 m³ de agua al día,  y la capacidad de tratamiento de 200.000 habitantes equivalentes.
- Copero: mueve un caudal de 255.000 m³ de agua al día, lo equivalente a 950.000 habitantes.
- Ranilla: en 2009 entró en funcionamiento la nueva estación, que utiliza las últimas tecnologías en depuración de agua, gestionando un total de 90.000 metros cúbicos de agua al día con una capacidad equivalente a 350.000 habitantes.

## Investigación y Desarrollo
Muchas de las actividades de EMASESA requieren la realización de investigación científica para adquirir mejor conocimiento de algunos fenómenos del Ciclo Integral del Agua, indagación sobre posibles mejoras técnicas en los procesos y, en general, adopción de las prácticas o tecnologías que se revelan más adecuadas o de mayor eficacia.
Destacables los trabajos de investigación que se dirigen al estudio limnológico y seguimiento de la evolución de los ecosistemas acuáticos implicados en el sistema de abastecimiento: embalse de Aracena, Zufre, La Minilla y El Gergal, así como las captaciones de emergencia del río Guadalquivir.
Asimismo, EMASESA realiza trabajos de investigación en colaboración con departamentos universitarios especializados.

## Compromiso Medioambiental

### Estación de Ecología Acuática Príncipe Alberto I de Mónaco
La Estación de Ecología Acuática Príncipe Alberto I de Mónaco situada en el Pabellón de Mónaco del Parque Tecnológico de la Isla de la Cartuja en Sevilla, se erige como centro de documentación y de estudio del Guadalquivir y cuyo acuario es un buen ejemplo de la flora y fauna de esta cuenca.
Desde este centro, EMASESA desarrolla el Programa de Vigilancia de los Ecosistemas Acuáticos destinados al Abastecimiento para Sevilla y su área metropolitana. Desde este centro se realiza además la implantación y seguimiento del Sistema de Gestión Ambiental de todos los Centros de trabajo de EMASESA, incluidas las más de 160 instalaciones asociadas (depósitos, estaciones de bombeo...).

### Planta de Compostado de Biosólidos
EMASESA ha instalado una Planta de Compostado de Biosólidos para gestionar los residuos procedentes de la depuración de las aguas residuales y el aprovechamiento de aguas de proceso en la potabilización,  transformándolo y destinándolos a:
1. Compostado de lodos.
2. Producción de compost con adición de biomasa vegetal para su empleo como fertilizante.
3. Aplicación directa en explotaciones agrarias.

### El Arboreto de El Carambolo

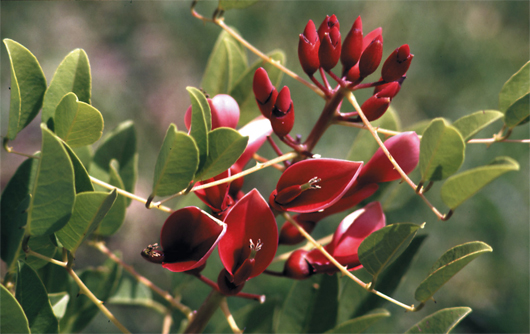
Árbol del coral, especie de El Arboreto

Este Jardín botánico se desarrolla a lo largo de cuatro hectáreas y tiene en su haber 600 especies de plantas identificadas de origen tropical, subtropical y mediterráneo; con representantes de especies asiáticas, americanas, australianas y africanas entre otras.
Esta zona verde contribuye a suavizar el impacto visual de la cornisa del Aljarafe, ocultando las instalaciones de la Estación de Tratamiento de Aguas Potables de El Carambolo, y recuperando ambientalmente esta área.
Desde su inauguración, el 7 de marzo de 1998, cumple también un papel educativo, desarrollando y/o permitiendo actividades formativas, desde los niveles elementales hasta la enseñanza universitaria, incluso proyectándose a la sociedad como enclave de interés, al reunir una importante representación de la flora de los cinco continentes.

### Gestión Energías Renovables
La Empresa Metropolitana de Abastecimiento y Saneamiento de Aguas de Sevilla impulsa y propicia la generación de energías respetuosas con el medio ambiente mediante la generación de Energías Renovables aprovechando la Gestión del Ciclo Integral del Agua, como complemento a la gestión eficaz y acorde a sus compromisos ambientales. En la actualidad EMASESA dispone de las siguientes fuentes de producción de energía:
- La hidroeléctrica, en los embalses, que depende completamente de las características del año hidrológico.
- La cogeneración en las estaciones de depuración, que depende de las variables de funcionamiento de las plantas, aunque se mantienen unos datos de producción constantes.
- El aprovechamiento fotovoltaico en la ETAP El Carambolo y LA EDAR Copero.

## Compromiso Social y Cultural
EMASESA ofrece programas de educación y formación ambiental dirigidos a entidades, asociaciones y centros educativos de las poblaciones abastecidas y del entorno provincial, para la concienciación y la sensibilización de la sociedad, respecto de la necesidad e importancia de la gestión responsable del agua. 

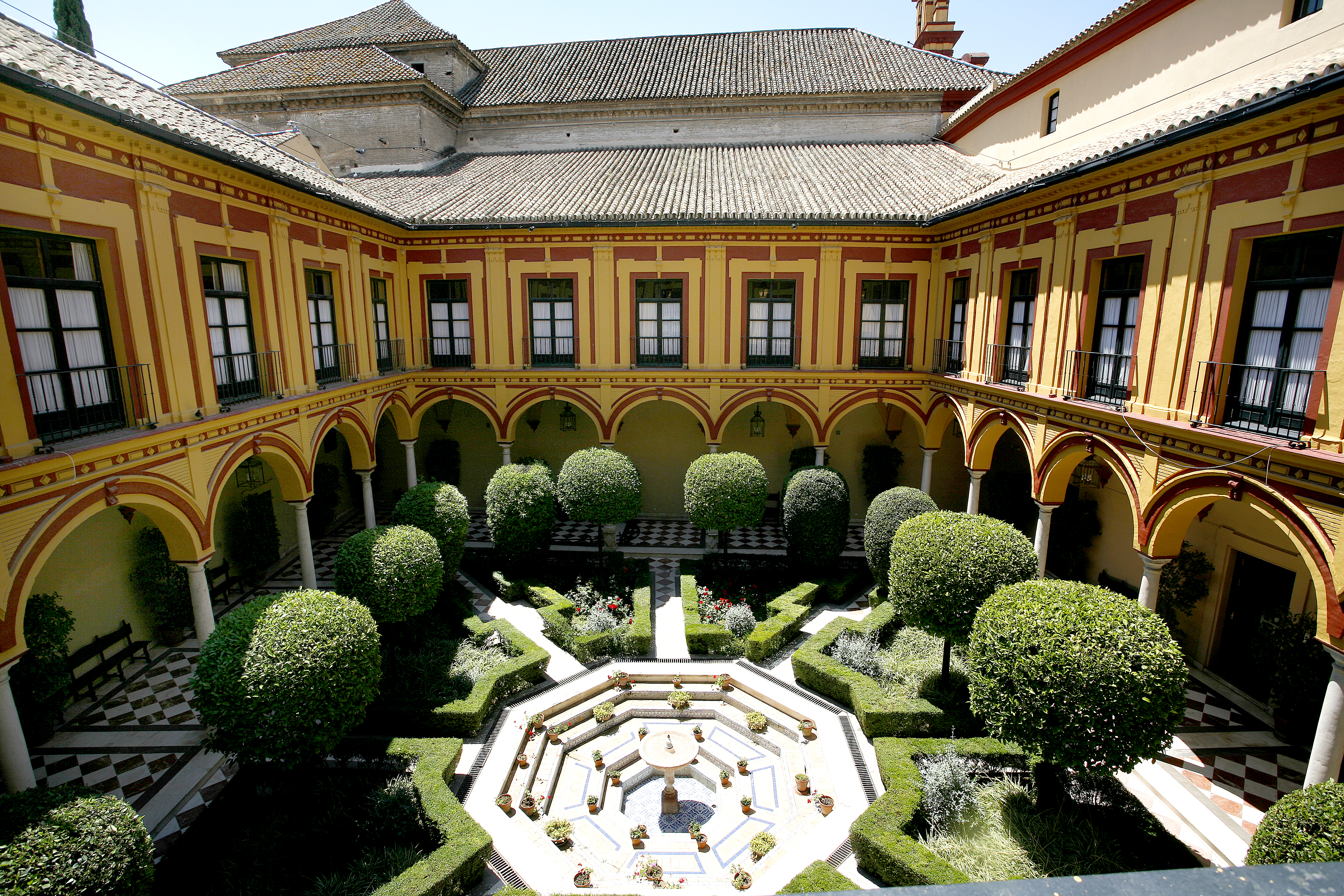
Sede social de Emasesa

EMASESA está adherida al Pacto Mundial (Global Compact) de Naciones Unidas desde 2008 para la implantación en la estrategia y las operaciones diarias de las empresas vinculadas con los derechos humanos, las normas laborales, el medio ambiente y la lucha contra la corrupción.
EMASESA tiene además un convenio con UNICEF en la rehabilitación y reconstrucción de una de sus sedes en Sevilla, así como el fomento e implantación de las nuevas tecnologías y el desarrollo sostenible mediante la instalación de paneles solares.
La Restauración de los Caños de Carmona², antiguo acueducto que distribuía el agua por diversas zonas de Sevilla, con una dotación de 575.000 euros, ha sido otra de las gestiones llevadas a cabo por la empresa sevillana.

### EMASESA Educativa
Cada año se realizan numerosas actividades de educación ambiental que promueven la difusión y comprensión de la cultura de la utilización sostenible del agua.
Los programas de educación ambiental y uso sostenible del agua son "'Ven a Conocernos" y "El Agua en las Aulas", a través de los recursos y materiales educativos de elaboración propia.

## Centro Documental del agua
Se trata de una biblioteca de estilo clásico que cuenta con seis puestos de consulta en sala con conexión a Internet y a través del cual se pueden conocer casi tres millones de ficheros digitalizados. Cuenta además con un archivo de cartografía con proyectos que datan desde 1928.